# Cernička Mala
Cernička Mala je bivše naseljeno mjesto u Republici Hrvatskoj u sastavu grada Nove Gradiške u Brodsko-posavskoj županiji.

## O naselju
Cernička Mala je bivše naselje danas dio grada Nove Gradiške postojalo do 1931. godine kada je pripojeno gradu Novoj Gradiški.

## Stanovništvo
Prema popisu stanovništva iz 1931. kada je bilo samostalno naselje Cernička Mala je imala 212 stanovnika. 
| broj stanovnika | 267   | 266   | 300   | 244   | 236   | 259   | 217   | 212   |       |       |       |       |       |       |       |
|                 | 1857. | 1869. | 1880. | 1890. | 1900. | 1910. | 1921. | 1931. | 1948. | 1953. | 1961. | 1971. | 1981. | 1991. | 2001. |

- *Napomena: Do 1900. iskazivano pod imenom Mala.